# Сражение при Алжубарроте
Сраже́ние при Алжубарро́те (порт. Batalha de Aljubarrota) — сражение, произошедшее 14 августа 1385 года между войсками короля Хуана I Кастильского и армией Жуана I в период Португальского междуцарствия.

## Предыстория
В 1383 году король Португалии Фернанду I умер, не оставив законного наследника. Его единственная дочь принцесса Беатриса была замужем за королём Хуаном I Кастильским и жила в Кастилии. Страной правила регент — королева Леонор Телес с её фаворитом герцогом Андейро. Эта ситуация означала для португальцев в скором времени потерю независимости.
Группа дворян «выдвинула» в кандидаты Жуана I, внебрачного сына Педро I Португальского. Герцог Андейро был убит, началась подготовка коронации Жуана.
Столкнувшись с перспективой полной потери Португалии, которую он предполагал превратить в часть своих владений, Хуан I Кастильский начал готовить вторжение.

## Ход сражения
6 апреля 1385 года кортесы в Коимбре провозгласили Жуана I королём Португалии. В июне Хуан I Кастильский с отрядом французских рыцарей вторгся в Португалию. На стороне короля Жуана Ависского были 600 английских лучников.
Португальский король перебрался в Томар (городок на север от Лиссабона), в ставку коннетабля дона Нуну Алвареша Перейры. Коннетабль с английскими советниками решили остановить кастильцев в районе Лейрии. У противника около 25 тыс. человек, а у них всего около 6 тыс. войска (по подсчетам португальских историков, в войске кастильцев насчитывалось 5-6 тыс. тяжелой кавалерии, усиленной французскими, гасконскими и другими иностранными рыцарями; 1,5-2,0 тыс. лёгкой кавалерии; 5-6 тыс. арбалетчиков; 7,5-15 тыс. пехотинцев, а всего 14-23 тыс. человек; у португальцев имелось 1,7-2 тыс. тяжелой кавалерии, вооруженной хуже, чем кастильская; 800-1000 арбалетчиков; 500-700 английских лучников; 4 тыс. пехотинцев, то есть лишь около 7 тыс. человек), однако кастильская пехота себя никак не проявила, что может говорить о её меньшей численности.

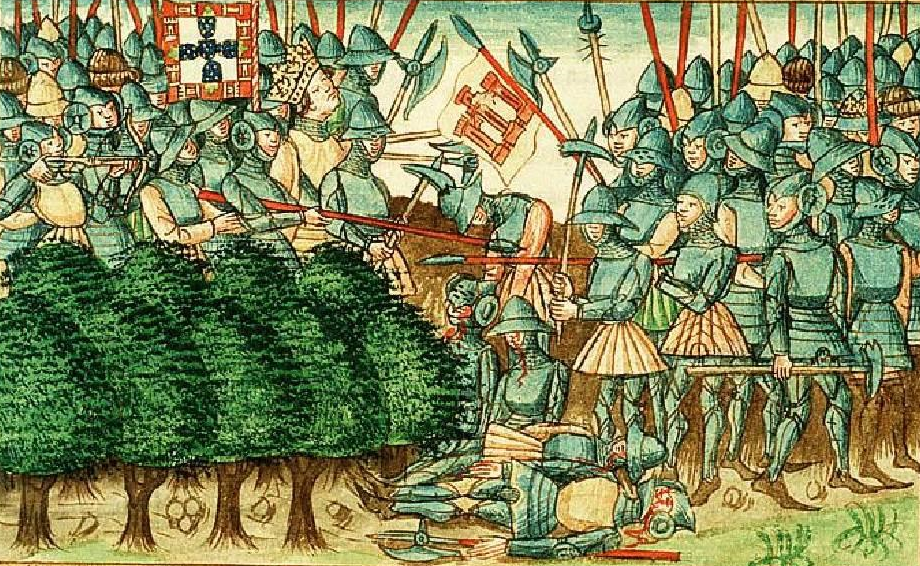
Битва при Алжубарроте. Миниатюра из «Хроник» Фруассара. 1450—1460 гг.

Сражение должно было происходить в местечке рядом с Алжубарротой. К 10 часам утра 14 августа войско заняло позиции: кавалерия спешилась и встала по центру с пехотой, на флангах английские лучники, прикрытые с боков двумя речками. В этой и ещё в нескольких других битвах использовались рибадекины, но после этих сражений, убедившись в их полной неэффективности и непрочности конструкции, их перестали использовать.

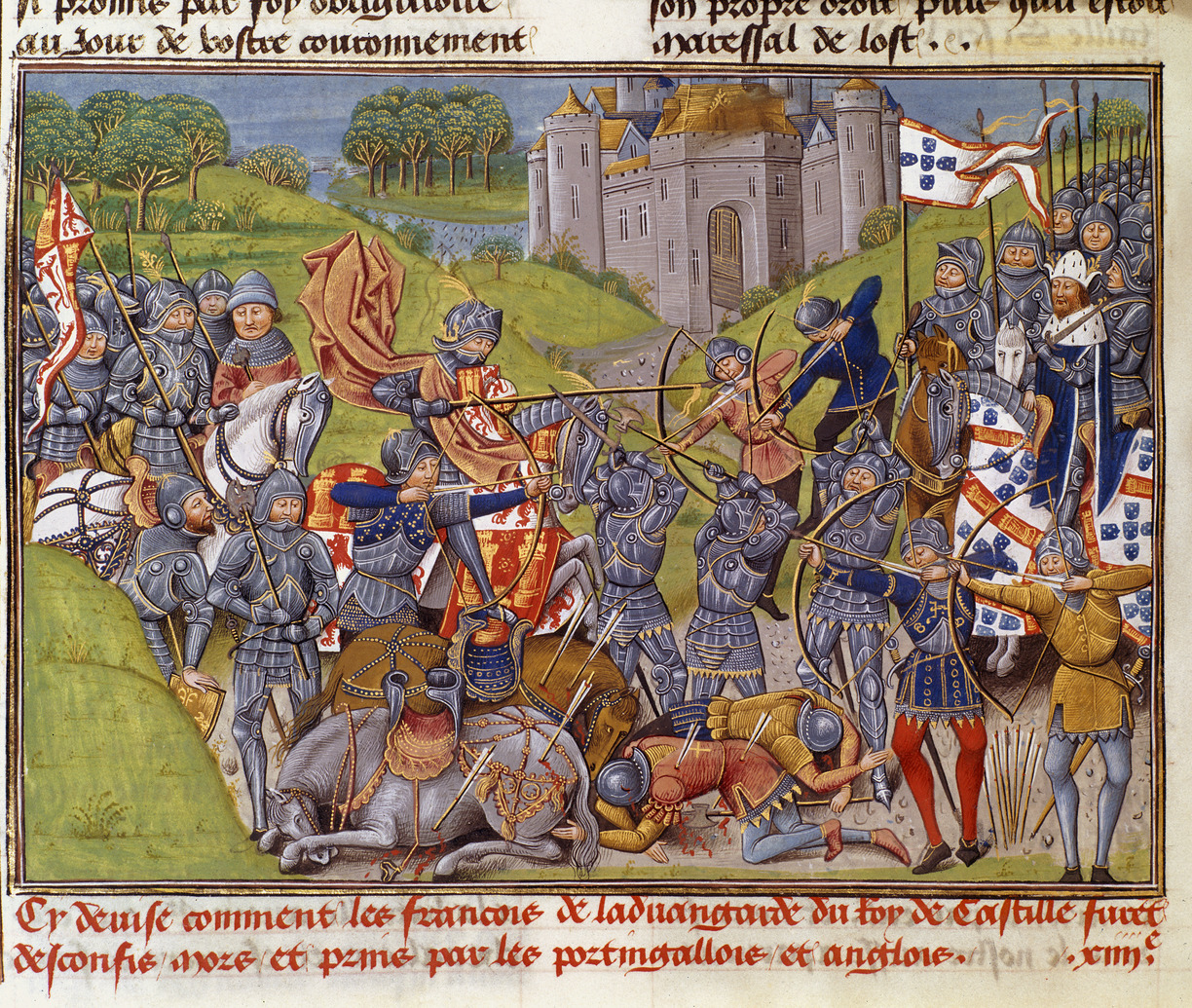
Разгром французского авангарда Хуана Кастильского английскими лучниками. Миниатюра из «Староанглийских хроник» Жана де Ваврена

Затем прибыли кастильцы. Они, посмотрев на окопавшихся португальцев и обнаружив, что южный склон более пологий, стали обходить холм. Португальцы подвинулись соответственно. К вечеру позиции установились, и дон Нуну Алвареш Перейра по совету англичан велел установить заградительные сооружения.
Войска португальцев были разделены на две линии и два крыла. Первую линию, авангард из 600 копьеносцев, возглавлял Нуну Алвареш Перейра. Правым крылом, «Крылом Возлюбленных» из 200 копейщиков, командовали Мен Родригеш де Вашконселуш и его младший брат Руй Мендеш. Левое крыло из 200 португальцев и иностранцев находилось под началом Антана Вашкеша (Antão Vasques). Над арьергардом из 700 воинов развевался стяг короля. О том, что «Крыло Возлюбленных» насчитывало 200 копий, писал ещё Фернан Лопеш в «Хронике Жуана I».
К шести вечера кастильцы были готовы сражаться, хотя их солдаты слишком устали после дневного перехода по жаре. Тем не менее в типичной манере французской кавалерии — с помощью грубой силы смять линии пехоты — они пошли в атаку. Но задолго до того, как всадники добрались до первых португальских рядов, заграждения, размытая почва и английские лучники сделали своё дело.
После того как кавалерия отступила, в атаку пошли основные кастильские силы. Но их было слишком много для пространства между речками, их ряды потеряли стройность и организацию, что и решило исход сражения.
К закату, уже через час после начала битвы, строй кастильского войска был смят. Решающий момент наступил, когда пал сраженный стрелой кастильский королевский знаменосец. После этого уже деморализованные войска в тылу решили, что их король убит, и начали в панике разбегаться. В считанные минуты бегство переросло в полный разгром. Сам Хуан Кастильский при виде своих бегущих солдат также обратился в бегство, спасая свою жизнь, бросив на милость врага множество своих воинов и дворян, продолжавших сражаться.
Португальцы с англичанами преследовали их вниз по склону, и при этом было убито гораздо больше кастильцев, чем в самом сражении. Португальцы с англичанами победили.

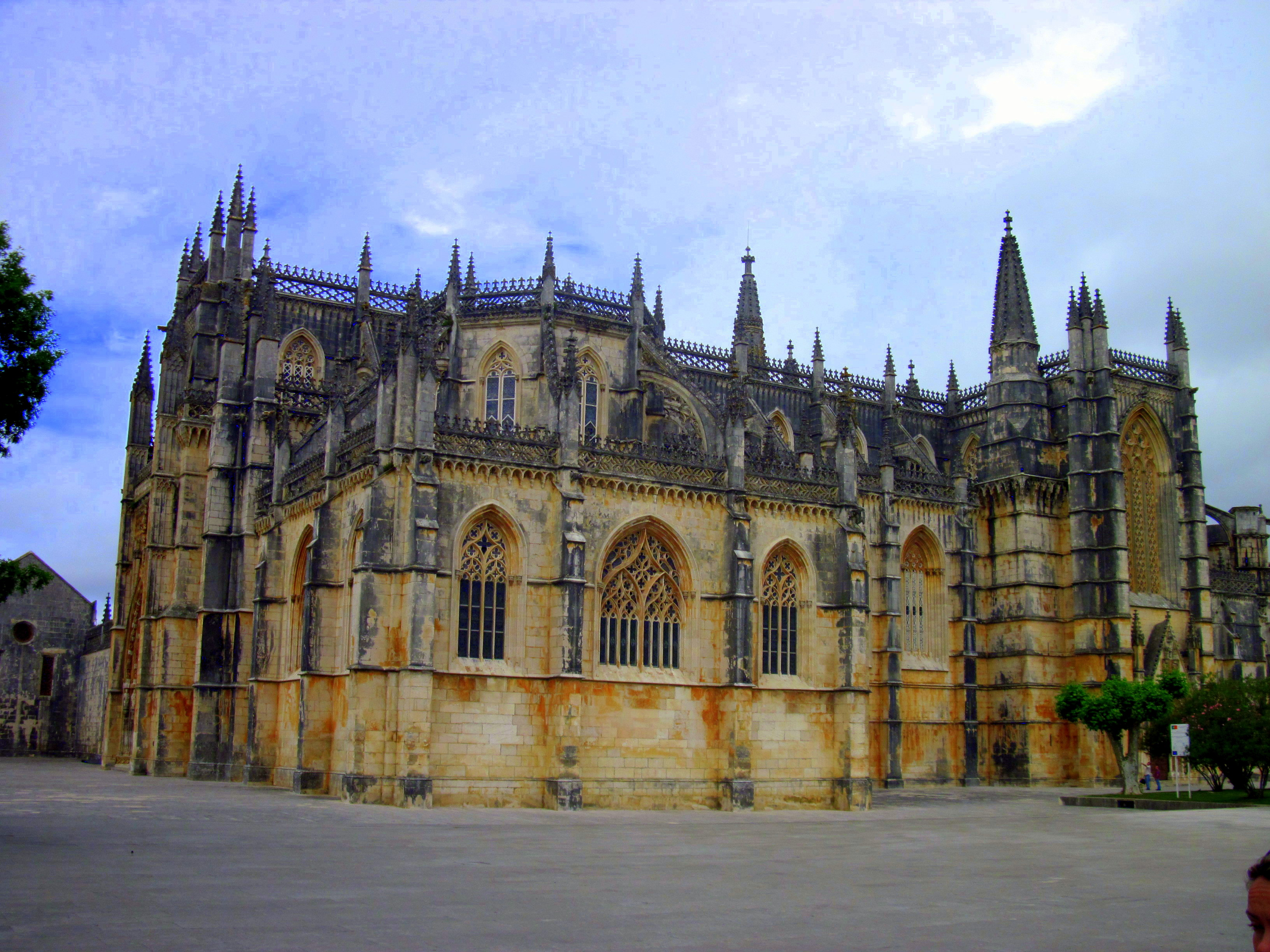
Монастырь Санта-Мария да Витория

## Память
В знак благодарности Деве Марии за одержанную королём Жуаном I победу над кастильцами в битве при Алжубарроте по его обету в 1385 году в Баталье началось возведение монастыря в интернациональном готическом стиле.